# Мацеша, Александр Стефанович
Александр Стефанович Мацеша (pl. Aleksander Bolesław Maciesza, 4 (16) июня 1875, Томск  — 10 октября 1945, Плоцк) — врач-офтальмолог, общественный деятель, депутат Государственной думы I созыва от Плоцкой губернии.

## Биография
Поляк, родившийся в Сибири в семье ссыльного. По вероисповеданию католик. Отец — Стефан Мацеша, мать — Калолина Мацеша (урожденная Gintowtów).  В 1893 году  — выпускник Томской гимназии. В 1898 окончил медицинский факультет Томского университета. Некоторое время работал врачом в селе Смоленском в Алтайских горах на окраине Томской губернии. В 1901 году переехал в Санкт-Петербург для расширения знаний и специализации в области офтальмологии, одновременно с этим собирал материал по истории поляков в Сибири. Коллежский асессор в отставке.
Вскоре в  1901 получил место тюремного врача в Плоцке, там же был врачом в больнице святого Александра, где организовал глазное отделение. В последующие годы он обзавёлся частной практикой, создал и возглавил клинику (przeciwjagliczą). Входил в ряд общественных и хозяйственных организаций, был членом Сельскохозяйственного общества. Составил статистический атлас Царства Польского. В 1902 году вступил в Национальную лигу, один из руководителей её отдела в Плоцкой губернии. Член Польской школы «Матица» («Отчизна»), ратовал за полонизацию школ. Подписал так называемый мемориал 355-ти от 14 июля 1905 с требованием предоставления автономии Царству Польскому. По распоряжению варшавского генерал-губернатора подвергнут административному взысканию и лишён права заниматься врачебной практикой.
14 апреля 1906 избран в Государственную думу I созыва от общего состава выборщиков Плоцкого губернского избирательного собрания. Входил в Польское коло. После роспуска Думы занимался просветительской и научно-врачебной деятельностью в Плоцке. Благодаря его усилиям в 1906 году в Плоцке была основана польская гимназия им. В. Ягелло, в ней он стал школьным врачом и учителем гигиены и анатомии.
Начало Первой мировой войны 1914—1918 застало Мацешу в Галиции (Австро-Венгрия). После оккупации Царства Польского Германией и Австро-Венгрией он вернулся в Плоцк. Сотрудничал с немецкой администрацией, вошёл в состав созданного германскими властями Опекунского совета Плоцка. С 1917 он был председателем городского совета и бургомистром Плоцка. После провозглашения независимости Польши с ноября 1918 по 9 сентября 1919 года являлся президентом Плоцка.
В 1920 году он возглавлял Ассоциацию защите Отечества в Плоцке, основной целью которого была защита города от большевиков. Затем он вступил в польскую армию, где был врачом в звании майора. С 1927 года стал президентом Медицинского общества Плоцка. Он выступал с докладами на съездах врачей, был членом, а часто почетным членом многих медицинских организаций, его работы публиковались в специальных медицинских журналах.
Мацеша провёл обширные антропологические исследования, был автором ряда работ в этой области. За заслуги в этой области он был избран членом Польской академии знаний и Международного института антропологии .
В 1907 году он был одним из инициаторов воссоздания Плоцкого научного общества (ПНО) и тогда же стал его президентом. Эту должность он занимал до самой своей смерти. Во время его президентства ПНО вело очень активную научную и популяризаторскую деятельность, существенно расширило свою библиотеку имени Зелинских и музей. Он был инициатором выпуска "Ежегодника ПНО"  (Rocznika Towarzystwa Naukowego Płockiego). Мацеша был хорошо известен как сторонник регионализма  (краеведения), он организовывал многочисленные экскурсии, вместе с женой Марией подготовил путеводитель по Плоцку (Przewodnik po Płocku). По инициативе Мацеши возникла  газета "Голос Плоцка" (Głos Płocki), он также сотрудничал с другими местными изданиями (Głos Mazowsza, Życie Mazowsza). Он был членом редакции Польского биографического словаря, подготовил краткие биографии известных жителей Плоцка. В общей сложности, он опубликовал более 100 статей. Он также оставил 11 рукописей.
Страстью Александра Мацеши была фотография, которую он рассматривал как одну из форм научной документации. Он написал историю польской фотографии с 1839 по 1889 (опубликована в 1972 году благодаря усилиям ПНО).
Он принимал активное участие во многих общественных организаций, в том числе в краеведческом обществе,  в обществе велосипедистов и обществе по гребле, благотворительном вольно-пожарном обществе, а также в  Обществе милосердия, Совете благосостояния г. Плоцка и Обществе поощрения социального обеспечения.
В 1936 году он был главой организации Przchodni Przeciwjaglicznej Powiatowej в Плоцке на улице Сенкевича, 23.
Его богатая библиотека была подарена библиотеке им. Зелинских.
Его женой была Мария, урожденная Эрлих, по первому браку Кунклова (1869-1953). Она была похоронена в одной могиле с мужем на городском католическом кладбище в Плоцке. В октябре 2005 года Плоцким научным обществом на могиле был восстановлен памятник.

## Награды
- Офицерский Орден Возрождения Польши.

## Сочинения
- Puszczanie przasnyscy, Oczodoły Polek i Polaków oraz Osobnik jako przedmiot studiów antropologicznych.

## Память
В Плоцке его имя носит улица, средняя школа и Плоцкое фотографическое общество.